# Phalaenopsis inscriptiosinensis
Phalaenopsis sumatrana là một loài thực vật có hoa trong họ Lan. Loài này được Fowlie miêu tả khoa học đầu tiên năm 1983.

## Hình ảnh

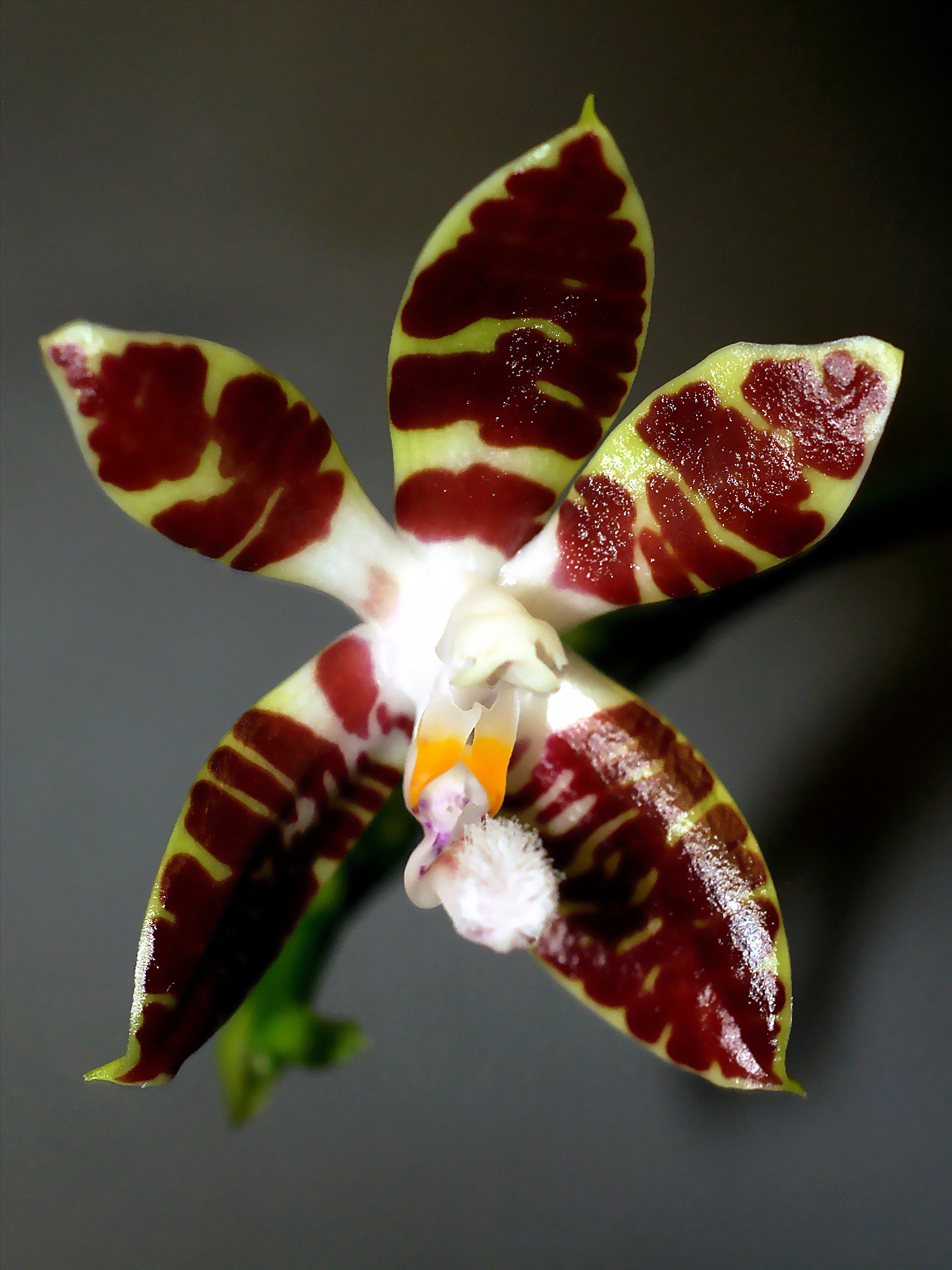
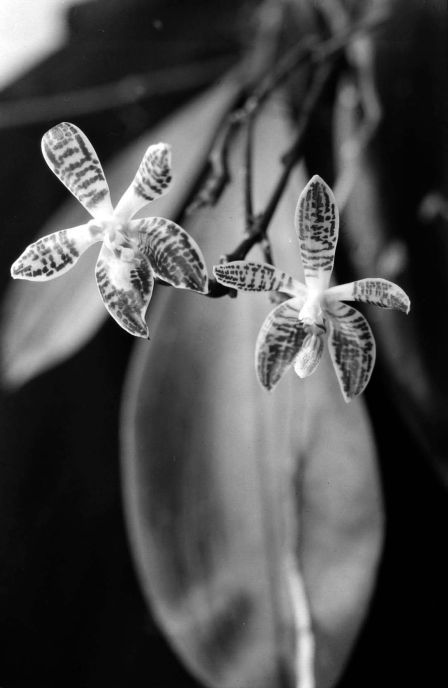
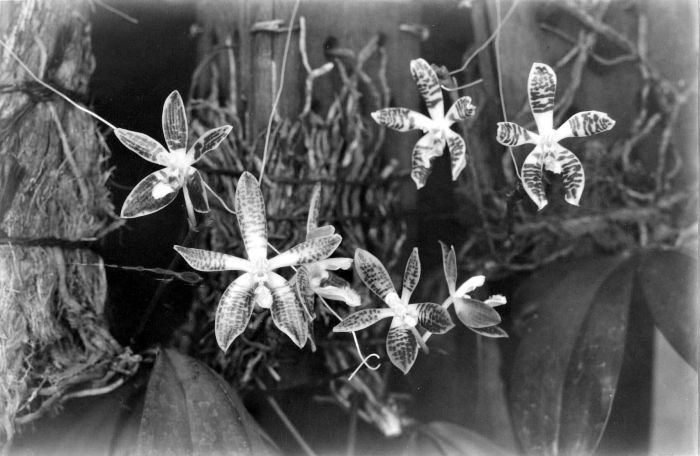